# Angelo Zottoli
Angelo Zottoli, född den 21 juni 1826 i Acerno, död den 9 november 1902 i Shanghai, var en italiensk sinolog.
Zottoli, som var jesuit, vistades från 1848 som missionär i Kina. Han författade det förtjänstfulla verket Cursus litteraturo sinicæ (5 band, 1879-82) och efterlämnade en efter 30 års arbete nästan fullbordad bearbetning av Kangxi-ordboken.